# Georgenwerk
Georgenwerk, polnisch Bukowo ist eine Ortschaft in Oberschlesien. Georgenwerk liegt in der Gemeinde Murow im Powiat Opolski (Landkreis Oppeln) in der polnischen Woiwodschaft Opole.

## Geographie

### Geographische Lage
Georgenwerk liegt ca. 14 Kilometer nordöstlich vom Gemeindesitz Murow sowie ca. 35 Kilometer nördlich der Kreisstadt und Woiwodschaftshauptstadt Oppeln.
Das Straßendorf liegt inmitten weitläufiger Waldgebiete, die zum Landschaftsschutzpark Stobrawski gehören.  Östlich von Georgenwerk  verläuft die Bahnstrecke Jełowa–Kluczbork mit dem Haltepunkt Bukowo.

### Nachbarorte
Nördlich von Georgenwerk liegt der Ort Nowa Bogacica (dt. Karlsgrund). Im Süden liegt das zu gleichen Gemeinde gehörende Dorf Dambinietz (poln. Dębiniec).

## Geschichte

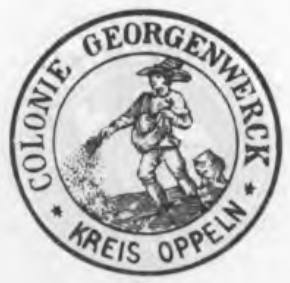
Altes Siegel der Kolonie Georgenwerk

Der Ort wurde 1772 als Kolonie im Zuge der Friderizianischen Kolonisation im Dombrowkaer Forstrevier gegründet.
Bereits im Mai 1772 sind die Namen der 20 Erstkolonisten in der Siedlerliste des Kolonistenwerbers Schuch verzeichnet. Sie stammten alle aus Hessen und waren evangelisch. In der Erbverschreibung, die am 31. Mai 1773 im Amt Oppeln ausgestellt wurde, werden sie als „Ausländer und Leute deutscher Nation“ bezeichnet, wobei deren Namen darin nicht erhalten blieben. Gerade die westdeutschen Kolonisten waren den harten Bedingungen der Anfangszeit oft nicht gewachsen, einige verstarben und andere wanderten wieder ab. Die freien Stellen wurden mit Kolonisten aus Österreich-Schlesien nachbesetzt.
1784 besaß der Ort 90 Einwohner. 1793 wurde die evangelische Schule mit einem Lehrer eröffnet. 1845 befanden sich in der Kolonie 36 Häuser und 297 Einwohner, von denen 144 evangelisch waren. 1861 lebten in Georgenwerk 204 Katholiken und 167 Protestanten. Der Ort besaß keine eigene Kirche, die Katholiken waren nach Alt Budkowitz eingepfarrt und die Protestanten nach Plümkenau.
Bei der Volksabstimmung in Oberschlesien am 20. März 1921 stimmten 282 Wahlberechtigte für einen Verbleib bei Deutschland und neun für Polen. Georgenwerk verblieb beim Deutschen Reich. 1933 lebten im Ort 337 Einwohner. 1939 hatte der Ort 314 Einwohner. Bis 1945 befand sich der Ort im Landkreis Oppeln.
1945 kam der bisher deutsche Ort unter polnische Verwaltung, wurde in Bukowo umbenannt und der Woiwodschaft Schlesien angeschlossen. 1950 wurde Bukowo Teil der Woiwodschaft Opole. Mit dem Inkrafttreten der Friedensregelung des Zwei-plus-Vier-Vertrags im Jahr 1991 endete die polnische Verwaltung des Ortes und der Ort wurde Teil Polens. Dies war allerdings bereits zuvor mit dem Görlitzer Abkommen bzw. dem Warschauer und dem Moskauer Vertrag von den deutschen Einzelstaaten bestätigt worden. 1995 wurde die katholische Kirche geweiht. 1999 wurde Bukowo Teil des wiedergegründeten Powiat Opolski.
Im März 2009 erhielt der Ort zusätzlich den amtlichen deutschen Ortsnamen Georgenwerk.

## Sehenswürdigkeiten

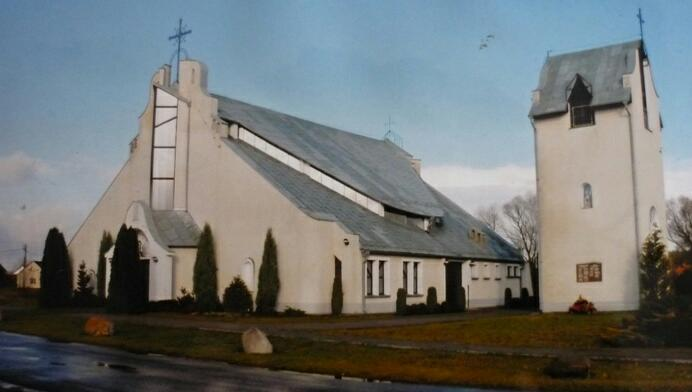
Liebfrauenkirche

- Liebfrauenkirche – 1995 erbaut[11]

## Wappen
Alte Siegel des Ortes zeigen einen nach rechts gewendeten Mann (Kolonisten) mit einem Federhut, der mit der Hand auf einem Feld aussät.

## Vereine
- Deutscher Freundschaftskreis